# Cięcie cesarskie

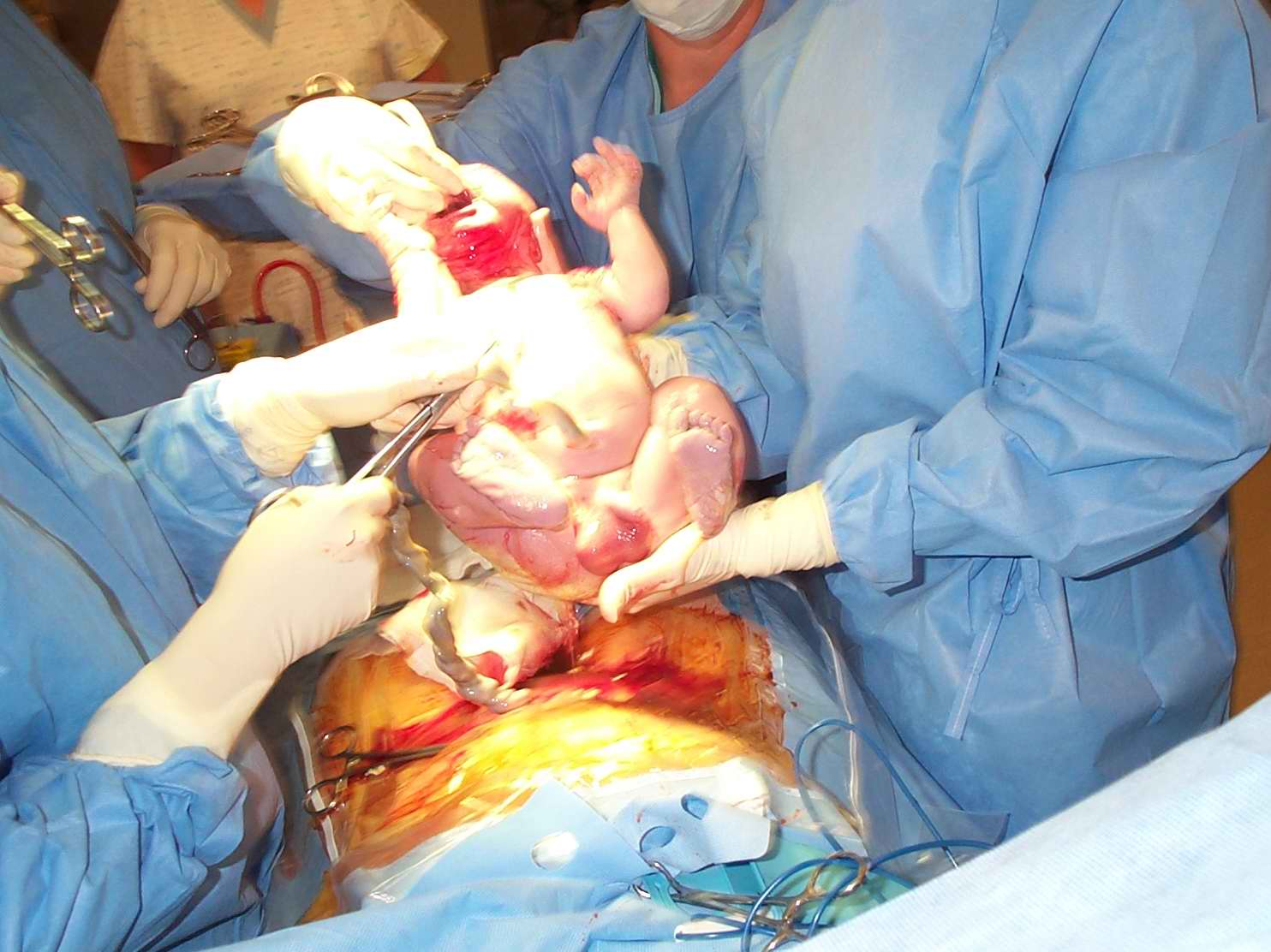
Cięcie cesarskie

Cięcie cesarskie (łac. sectio caesarea) – zabieg chirurgiczny, polegający na rozcięciu powłok brzusznych oraz macicy (dawniej pionowo, obecnie coraz częściej poziomo na granicy trzonu i szyjki macicy) i wydobyciu dziecka. Zazwyczaj wykonuje się go, gdy naturalny poród jest niemożliwy. Gdy zabieg jest planowany, przeprowadza się go w znieczuleniu (zewnątrzoponowo lub podpajęczynówkowo). Jeśli zabieg wykonuje się w trybie ostrym (nieplanowo), najczęściej znieczula się ogólnie (narkoza).
Według zaleceń Światowej Organizacji Zdrowia (WHO) odsetek ciąż rozwiązywanych przez cięcie cesarskie w żadnym kraju nie powinien przekraczać 15%. W 2006 roku w USA wyniósł on 31,1%. W Polsce wg raportu z 2015 wskaźnik ten wynosi 43%.

## Wskazania
Wskazania do cięcia cesarskiego stanowią przedmiot dużych kontrowersji w piśmiennictwie medycznym. Według rekomendacji Polskiego Towarzystwa Ginekologicznego wskazania do cięcia są następujące:
- Wskazania położnicze:
  - nieprawidłowe ułożenie główki
  - nieprawidłowe położenie płodu przy trwającej czynności skurczowej
  - dystocja szyjkowa
  - ciężki stan przedrzucawkowy
  - poród przedwczesny płodu, gdy poród drogami rodnymi obarczony jest dużym ryzykiem uszkodzenia lub zgonu
  - powtarzające się epizody bradykardii płodu, ciężka bradykardia niereagująca na leczenie zachowawcze
  - deceleracje późne lub zmienne przy nieefektywnej czynności skurczowej niezapewniającej prawidłowego postępu porodu
  - wypadnięcie pępowiny
  - podejrzenie krwotoku wewnętrznego spowodowanego pęknięciem macicy
  - przedwczesne odklejenie łożyska
- Wskazania pozapołożnicze:
  - choroby sercowo-naczyniowe powodujące III i IV stopień niewydolności krążenia w skali NYHA
  - choroby płuc przebiegające z ograniczeniem pojemności życiowej
  - zaawansowane retinopatie
  - odwarstwienie siatkówki
  - patologie położnicze w obrębie miednicy, patologie kręgosłupa uniemożliwiające poród drogami natury
  - wskazania neurologiczne
  - wskazania psychiatryczne (tokofobia)

Cięcie cesarskie może być przeprowadzone na życzenie rodzącej, nawet gdy nie ma do niego istotnych wskazań medycznych. Najczęściej powodem takiej decyzji jest lęk kobiety przed bólem porodowym.
Według zaleceń WHO odsetek ciąż rozwiązywanych przez CC w żadnym kraju nie powinien przekraczać 15%, tymczasem z prac epidemiologicznych wynika, że odsetek CC stale wzrasta. W 1999 roku w Polsce rozwiązano operacyjnie 18,1% ciąż, podczas gdy w 2012 r. aż 37%. Dla porównania liczba ciąż rozwiązywanych przez CC wzrosła w Wielkiej Brytanii w ostatnich latach do 20–25% w porównaniu z 9% w roku 1980. W USA w 2002 roku liczba CC wynosiła 26,1%, a w 2007 roku już 31,7%.

## Historia
Nazwa operacji – cięcie cesarskie – wiąże się jeszcze ze starożytnym Rzymem, gdzie prawo zakazywało pogrzebania ciężarnej kobiety bez wyciągnięcia z jej łona płodu. Niektóre źródła podają jakoby w ten sposób miał przyjść na świat Juliusz Cezar, ok. 102 p.n.e. Przeczy temu fakt, że matka Cezara zmarła w 54 p.n.e., czyli 10 lat przed śmiercią syna. W starożytnym Rzymie cesarskie cięcie wykonywano jedynie na zmarłych kobietach w ciąży i było to usankcjonowane prawem (lex regia Numy Pompiliusza).
W ten sposób przyszli na świat m.in. w starożytności: Publius Cornelius Scipio (Afrykański), Manius Manilius – konsul i wódz rzymski, zdobywca Kartaginy, w średniowieczu: Andrea Doria – Doża Genui, admirał i kondotier; Ulryk Wirtemberski; Grzegorz IV – papież; Edward VI – król angielski, syn Henryka VIII i Joanny Seymour.
Autentyczny opis urodzenia żywego dziecka datuje się na 508 r. W pochodzącej z XI wieku kronice „Przypadki klasztoru świętego Galla” mnicha Ekkeharda IV zanotowano następującą opowieść o kobiecie imieniem Wendilgarda: „(...) Odjeżdżają więc do domu. I gdy czas upływa, a ona zbliża się do rozwiązania, ciężarna popada w niebezpieczną [chorobę] i czternaście dni wcześniej aniżeli [przypadał termin] porodu umiera. Dziecko [z łona] wydobyte i w ledwo co ze świni wyjęte sadło zawinięte, aby obrosło skórą, gdy w krótkim czasie okazało się dobrej być do życia zdolności, ochrzczono i nazwano imieniem Burchard (...) Chłopiec najnadobniejszy z [wielką] łagodnością wychowany jest [następnie] w klasztorze. A zaś bracia zwykli go nazywać „nienarodzonym”. I ponieważ przedwcześnie był na świat wydany, nigdy go mucha nie ugryzła, ążeby potem wylew krwi nie nastąpił”. Pierwsze udane cięcie cesarskie uznane przez medycynę na żywej kobiecie wykonał w 1500 roku szwajcarski lekarz weterynarii Jakub Nufer z kantonu Thurgau, który wydobył żywy płód z łona swojej żony, która nie tylko proces przeżyła, ale później rodziła jeszcze pięciokrotnie. Z przeprowadzonego zabiegu cesarskiego cięcia dnia 22 kwietnia 1622 w Wittenberdze zachował się szczegółowy protokół, z którego wynika, że chirurg Jeremias Trautmann przeprowadził go u Orszuli Opitz. Było to pierwsze dokładnie udokumentowane udane cięcie cesarskie. W 1794 przeprowadzono pierwszy zabieg w USA, pomimo prymitywnych warunków zakończony sukcesem.
Dopiero zdobycze nowożytnej medycyny (aseptyka, nowoczesna technika chirurgiczna, anestezjologia i leki bakteriostatyczne) pozwoliły na szersze zastosowanie cesarskiego cięcia w przypadkach, które dawniej często kończyły się śmiercią płodu i niekiedy również matki.
Autorem pierwszej nowoczesnej techniki wykonywania cięcia cesarskiego był włoski położnik Eduardo Porro (1842–1902). Opracowana przez niego metoda polegała na jednoczesnym nadszyjkowym wycięciu macicy z wszyciem kikuta szyjki w powłoki jamy brzusznej co ograniczało możliwość rozwoju infekcji. Cięcie cesarskie przed wprowadzeniem metody Porro niemal w 100% wiązało się ze śmiercią rodzącej. Śmiertelność przy metodzie Porro wynosiła blisko 60% co w tamtych czasach było przełomem.
Cięcie cesarskie może zaburzać prawidłowy proces powstawania mechanizmów odpornościowych i prowadzić u dzieci do zwiększenia ryzyka występowania astmy i cukrzycy typu 1.